# Sandweiler
Sandweiler (luxemburguès Sandweiler) és una comuna i vila a l'est de Luxemburg, que forma part del cantó de Luxemburg. Comprèn les viles de Sandweiler, Birelergronn, Birelerbarrière, Birelerhaff, Greiwelscheier, Neimillen i Findel.

## Població
| Nacionalitat   | Població | %      |
| -------------- | -------- | ------ |
| luxemburguesos | 1.581    | 61,35% |
| Forasters      | 996      | 38,65% |
| - portuguesos  | 320      | 12,42% |
| - francesos    | 114      | 4,42%  |
| - italians     | 93       | 3,61%  |
| - belgues      | 92       | 3,57%  |
| - alemanys     | 58       | 2,25%  |
| - iugoslaus    | 10       | 0,39%  |
| - altres       | 309      | 11,99% |

## Evolució demogràfica
| Any        | Població |
| ---------- | -------- |
| 15/02/2001 | 2.577    |
| 01/01/2002 | 2.665    |
| 01/01/2003 | 2.758    |
| 01/01/2004 | 2.853    |
| 01/01/2005 | 2.870    |